# Raionul Iarmolînți, Hmelnîțkîi
Iarmolînți (în ucraineană Ярмолинецький район, transliterat: Iarmolînețkîi raion) este un raion în regiunea Hmelnîțkîi, Ucraina. Reședința sa este așezarea de tip urban Iarmolînți.

## Demografie
Componența lingvistică a raionului Iarmolînți
     Ucraineană (98,11%)
     Rusă (1,45%)
     Alte limbi (0,19%)
Conform recensământului din 2001, majoritatea populației raionului Iarmolînți era vorbitoare de ucraineană (98,11%), existând în minoritate și vorbitori de rusă (1,45%).